# ترامپچی جی‌ای۳اس
ترامپچی جی‌ای۳اس یا قبلاً ترامپچی جی‌ای۳ یک سدان کامپکت کوچک است که توسط گروه گاک با نام تجاری ترامپچی در چین و با برند گک موتور در سطح جهانی عرضه می‌شد.

## بررسی
ترامپچی جی‌ای۳ بر اساس پلتفرمی مشابه کراس اوور ترامپچی جی‌اس۳ ساخته شده‌است و یک مرتبه پایین‌تر از سدان ترامپچی جی‌ای۵ قرار می‌گیرد. این خودرو در ابتدا به عنوان سدان ترامپچی جی‌ای۳ در نمایشگاه خودرو شانگهای ۲۰۱۳ معرفی شد و بلافاصله پس از آن در ژوئیه ۲۰۱۳ با قیمت‌هایی از ۸۰ تا ۱۲۰ هزار یوان در بازار خودروی چین عرضه شد. طراحی ترامپچی جی‌ای۳ از خودروی مفهومی گوانگژو اتو ئی-جت الهام گرفته شده‌است که در نمایشگاه خودرو گوانگژو در دسامبر ۲۰۱۲ معرفی شد. گزینه‌های موتور جی‌ای۳ شامل یک موتور ۱٫۴ لیتری توربو و یک موتور ۱٫۶ لیتری تنفس طبیعی است.
- ترامپچی جی‌ای۳
- ترامپچی جی‌ای۳

یک نوع اسپورت‌تر به نام ترامپچی جی‌ای۳اس کمی بعد به عنوان یک آپشن در دسترس قرار گرفت و به زودی به‌طور مستقیم به همراه نسخه پلاگین هیبریدی آن با نام ترامپچی جی‌ای۳اس پی‌اچ‌ئی‌وی که در سال ۲۰۱۶ عرضه شد جایگزین ترامپچی جی‌ای۳ شد. موتورهای قابل انتخاب برای این خودرو مانند مدل معمولی جی‌ای۳ هستند، یک موتور ۱٫۶ لیتری با قدرت ۱۲۲ اسب بخار، که با یک جعبه‌دنده چهار سرعته اتوماتیک یا پنج سرعته دستی جفت می‌شود.
- ترامپچی جی‌ای۳اس
- ترامپچی جی‌ای۳اس

## گونو ئی می و گونو جی‌ای

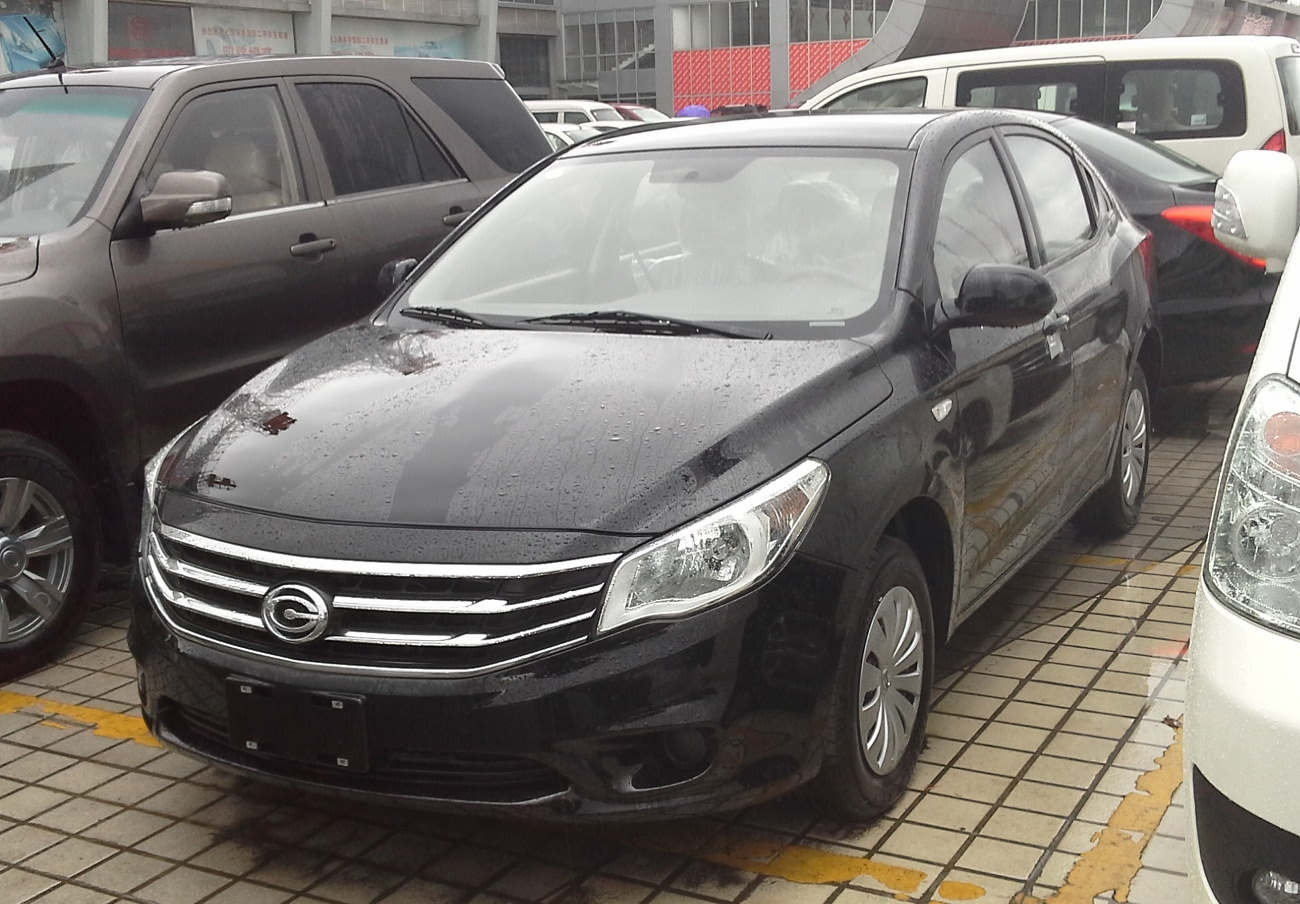
گونو ئی می در چین

ترامپچی جی‌ای۳ در اصل گونو ئی می بود که در سال ۲۰۱۴ با نام تجاری فرعی گونو از گوانگژو اتومبیل و قبل از توقف تولید و معرفی به عنوان یک محصول ترامپچی عرضه شد. گونو ئی می در طول فاز توسعه با نام گونو جی‌ای شناخته می‌شد.